# Rozkruszek mączny
Rozkruszek mączny (Acarus siro) – gatunek roztocza z rodziny rozkruszków (Acaridae). Kosmopolityczny, występuje w magazynach. Roztocz ma długość 0,5 mm. Posiada ruchomy hypopus. Pozwala on na przyczepianie się do różnych owadów i przemieszczanie na duże odległości. Rozwój ciągły. Kilkanaście pokoleń w ciągu roku. Płodność około 250 jaj. Jaja składane na produkty i opakowania. Przy temperaturze 18–20ºC i wilgotności 80%, żyją około 2 miesiące. Produkty uszkadza larwa, nimfa oraz imago. Żeruje na suszach, mąkach – nagryza je, zjada, zawilgaca oraz zanieczyszcza odchodami i wylinkami, co prowadzi do pleśnienia. Mąka zaatakowana przez tego rozkruszka pachnie stęchlizną i nie nadaje się do spożycia. Z nasion wygryza bielmo. Nie żeruje na pokarmach, które mają poniżej 12% wilgotności. Optymalna temperatura to 25–28ºC.
Rozkruszki mączne są celowo wprowadzane do sera Mimolette podczas jego produkcji, żeby nadały mu specyficzny smak i skórkę. 
Wywołuje świąd i podrażnienie skóry zwane „świądem magazynierów”. Włoski pokrywające jego ciało działają drażniąco na drogi oddechowe. Mogą również powodować alergiczne zapalenie spojówek. Spożyty z produktami spożywczymi powoduje zaburzenia żołądkowo-jelitowe. Nie odpowiada za przenoszenie innych chorób.